# Хлоя Тінг
Хлоя Тінг (англ. Chloe Ting, нар. 9 квітня 1986) — фітнес-блогерка. Вона відома своїми програмами тренувань на YouTube, зокрема «Two Week Shred Challenge», який став вірусним у TikTok та на YouTube під час пандемії в 2020 році.

## Особисте життя
Хлоя Тінг народилася в Брунеї та переїхала до Мельбурна(штат Вікторія, Австралія)у віці 16 років. Вона здобула ступінь бакалавра в галузі комерції в Університеті Монаша, а згодом і ступінь магістра філософії в цьому ж навчальному закладі. Також Тінг є сертифікованим NASM персональним тренером. У 2021 році вона переїхала з Мельбурна до Сінгапуру.

## Кар'єра
Перш ніж створити канал на YouTube, Тінг працювала актуарним аналітиком. Вона опублікувала дисертацію про фінансові ринки та була доповідачем і головою на AFBC(Australasian Finance & Banking Conference).

### YouTube
Тінг створила однойменний канал на YouTube у 2011 році, коли ще працювала статистиком. Вона почала публікувати відео в березні 2016 року, а в 2017 році її канал повністю зосередився на фітнес контенті. Відео «Get Abs in Two Weeks», яке було опубліковано в серпні 2019 року, стало вірусним. Станом на грудень 2022 року це відео має понад 480 мільйонів переглядів.
Влітку 2020 року «Two Week Shred Challenge» Тінг набув популярності в соцмережі TikTok. У грудні 2020 року YouTube опублікував офіційний звіт про найпопулярніших блогерів 2020 року, у якому Ting з'явилася у світових чартах США, країн Європи та Азії. Станом на грудень 2022 року канал Тінг на YouTube має понад 24 мільйони підписників.

## Нагороди
Тінг отримала нагороду Streamy Awards у 2020 році в категорії «Health and Wellness», а також вийшла у фінал на 2020 Shorty Awards та 2020 AACTA Awards в категоріях «Health and Wellness» й Best Online Entertainment. У 2021 Тінг була номінована в категорії «Health and Wellness» на Streamy Awards.